# Chutes de neige exceptionnelles à Paris en 1946
Les chutes de neige furent exceptionnelles à Paris en mars 1946. Il y a eu plus de 40 centimètres de neige dans Paris, ce n’est plus arrivé depuis.
Cet évènement météorologique concerna la région parisienne du 1er au 9 mars, où furent relevés : 40 cm dans Paris le 3 mars, 50 cm à Saint-Maur-des-Fossés et 55 cm sur le plateau de Saint-Quentin-en-Yvelines.
Un des rares précédents connus date de 1709,, où 60 cm avaient été mesurés.